# Grève du textile à Lawrence
 (mars 2022).
Si vous disposez d'ouvrages ou d'articles de référence ou si vous connaissez des sites web de qualité traitant du thème abordé ici, merci de compléter l'article en donnant les références utiles à sa vérifiabilité et en les liant à la section « Notes et références ».

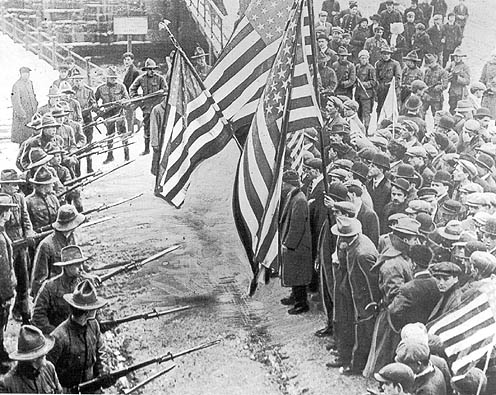
Miliciens entourant un groupe de grévistes.

La grève du textile de Lawrence, également connue sous le nom de grève du pain et des roses (Bread and Roses strike en anglais), est une grève menée en 1912 à Lawrence (Massachusetts) par des migrants, ouvriers et ouvrières de l'industrie textile, coordonnés par le syndicat Industrial Workers of the World (IWW).
La grève s'est déclenchée en janvier lorsqu'un propriétaire a décidé de diminuer les salaires des travailleuses et des enfants au moment de l'entrée en vigueur d'une nouvelle loi faisant passer la durée hebdomadaire du travail de 56 à 54 heures. La grève se répand rapidement à travers la ville, réunissant environ 20 000 ouvriers en une semaine. D'une durée d'environ deux mois, elle fait mentir les syndicats conservateurs de l'American Federation of Labor affirmant que les immigrants, principalement composés de femmes et de groupes ethniques, ne pouvaient pas s'organiser,.

## Histoire
Ville relativement jeune en 1912, Lawrence souffre d'un taux de mortalité infantile élevé et les travailleurs subissent des conditions particulièrement pénibles, travaillant jusqu'à 60 heures par semaine pour un salaire dérisoire.
Des travailleurs de plus de 40 nationalités - dont des Italiens, des Canadiens ou encore des Hongrois - se sont réunis malgré des conditions climatiques rudes, de janvier à mars. Après l'exécution d'Anna LoPizzo, l'une des grévistes, par la police, deux syndicalistes furent arrêtés.
Bénéficiant à l'origine d'une faible représentation à Lawrence, avec à peine 1 % des ouvriers adhérents, l'Industrial Workers of the World rallie de nombreux ouvriers migrants, en s'adressant à eux dans leur propre langue. Il délègue deux membres,  Bill Haywood et Elizabeth Gurley Flynn, pour encadrer la grève. Des centaines d'enfants affamés, issus des familles grévistes ont recueilli l'attention et la compassion des états voisins. Ainsi, la mutinerie a suscité l'émoi général et a mis en exergue les dysfonctionnements qui avaient cours dans l'usine à l'origine du mouvement. Une telle attention a mené à l'augmentation des salaires perçus par les travailleurs de l'ordre de vingt pour cent.
Le surnom donné à la grève - Bread and Roses - trouve sa source dans un poème de James Oppenheim publié un an plus tôt, en 1911. Une anthologie retraçant les mouvements de travailleurs fut la première à relier l'événement au poème en 1915.
Traduction d'un fragment du poème d'Oppenheim, qui sert depuis d'hymne fédérateur pour les travailleuses :
| Version originale | Traduction française |
| --- | --- |
| For they are women's children, and we mother them again. Our lives shall not be sweated from birth until life closes; Hearts starve as well as bodies; give us bread, but give us roses! | Car ce sont nos fils, que nous continuons à chérir Nous ne devrions pas trimer du berceau aux paupières closes Le cœur s'affame comme le corps ; donnez-nous du pain mais aussi des roses ! |

## Postérité
L'hymne a donné son nom à un film de Ken Loach, qui évoque le combat d'une femme mexicaine, employée comme femme de ménage pour une entreprise américaine.
Il est par ailleurs entonné par un chœur de femmes galloises dans le film Pride, celles-ci luttant contre la politique de Margaret Thatcher à l'encontre des mineurs.
La candidate aux primaires démocrates américaines, Elizabeth Warren, a lancé sa campagne sur le site de la grève en février 2019, 107 ans après l'insurrection prolétaire.

#### Rapports
- (en-US) Bureau du travail, gouvernement des Etats-Unis, Report on strike of textile workers in Lawrence, Mass., in 1912, 1912, 520 p. (LCCN 12035990, lire en ligne),
- (en-US) Massachusetts AFL-CIO, The Massachusetts labor movement : collective voices: the textile strike of 1912 : a joint educational project, 1990, 68 p. (lire en ligne)

#### Essais
- (en-US) Donald B. Cole, Immigrant City: Lawrence, Massachusetts, 1845-1921, University of North Carolina Press, 1er janvier 1963, 272 p. (ISBN 9780807854082, lire en ligne),
- (en-US) William Cahn, Lawrence, 1912: The Bread and Roses Strike, New York, Pilgrim Press, 1980, 244 p. (ISBN 9780829803907, lire en ligne),
- (en-US) Ardis Cameron, Radicals of the Worst Sort: Laboring Women in Lawrence, Massachusetts, 1860-1912, University of Illinois Press, 1er janvier 1993, 264 p. (ISBN 9780252063183, lire en ligne),
- (en-US) Bruce Watson, Bread and Roses: Mills, Migrants, and the Struggle for the American Dream, New York, Penguin Group, 25 juillet 2006, 372 p. (ISBN 9780143037354, lire en ligne),
- (en-US) Julie Baker, The Bread and Roses Strike of 1912, Greensboro, Caroline du Nord, Morgan Reynolds Publishing, 15 juillet 2007, 168 p. (ISBN 9781599350448, lire en ligne),

#### Articles
- (en-US) Lucille O'Connell, « The Lawrence Textile Strike of 1912: The Testimony of Two Polish Women », Polish American Studies, Vol. 36, No. 2,‎ automne 1979, p. 44-62 (19 pages) (lire en ligne )
- (en-US) Robert E. Snyder, « Women, Wobblies, and Workers' Rights: The 1912 Textile Strike in Little Falls, New York », New York History, Vol. 60, No. 1,‎ janvier 1979, p. 29-57 (29 pages) (lire en ligne )
- (en-US) Michael Miller Topp, « The Transnationalism of the Italian-American Left: The Lawrence Strike of 1912 and the Italian Chamber of Labor of New York City », Journal of American Ethnic History, Vol. 17, No. 1,‎ 1997, p. 39-63 (25 pages) (lire en ligne ),
- (en-US) James J. Kenneally, « Catholic Clerical Quandary: The Lawrence Strike of 1912 », American Catholic Studies, Vol. 117, No. 4,‎ hiver 2006, p. 33-54 (22 pages) (lire en ligne ),
- (en-US) Stefano Luconi, « Crossing Borders on the Picket Line: Italian-American Workers and the 1912 Strike in Lawrence, Massachusetts », Italian Americana, Vol. 28, No. 2,‎ été 2010, p. 149-161 (13 pages) (lire en ligne ),